# Lewitt-Him
Lewitt-Him war eine Designpartnerschaft, bestehend aus den polnisch-stämmigen Künstlern und Freunden Jan Lewitt (1907–1991) und George Him (1900–1982), die im Jahr 1933 in einem Warschauer Café begründet wurde. Die Arbeitsgemeinschaft war auf Gebrauchsgrafik, Werbegrafik, Buchillustrationen und Plakatkunst spezialisiert und bestand bis zum Jahr 1955.

## Geschichte und Werk
Lewitt-Him wurden durch ihre Arbeiten schnell international bekannt, unter anderem durch Zeitschriften wie „Gebrauchsgraphik“. Ihr erstes Kinderbuch Lokomotywa, („Die Lokomotive“) zum Text von Julian Tuwim, das in Polen im Jahre 1934 veröffentlicht wurde, gilt allgemein als ein Meisterwerk.
Im Jahr 1937 wurden sie nach England eingeladen, um ihre Arbeiten in der Galerie Lund Humphreys in London auszustellen. Bei diesem Aufenthalt beschlossen die beiden dauerhaft in London zu bleiben. Innerhalb der, teilweise von den Nationalsozialisten verfolgten künstlerischen Emigranten in England vor dem Zweiten Weltkrieg, wurden die beiden zu Schlüsselfiguren.
Während des Zweiten Weltkriegs arbeiteten Lewitt-Him für das britische Ministerium für Information, die britische Post und andere Ministerien, auch für die polnischen und die niederländischen Exil-Regierungen. Sie produzierten hauptsächlich Plakate. Diese Plakatentwürfe waren ihrer Zeit weit voraus und zeigten sich in einem temperamentvollen und witzigen Stil.
Nach dem Krieg nahmen Lewitt-Him an der „Britain can make it“-Ausstellung von 1946 und dem Festival of Britain mit Wandmalereien im Jahr 1951 teil. Sie gestalteten auch Wandmalereien für einen Pavillon und für das Guinness-Festival im Battersea Park. Lewitt-Him stellten im Jahr 1948 in Jerusalem und Tel Aviv und 1953 in New York City und Philadelphia aus. Im Jahr 1955 wurde die Partnerschaft in London wieder aufgelöst. Jan Lewitt wollte sich mehr auf eine künstlerische Arbeit als Maler und Einzelkünstler konzentrieren, George Him war als freier Designer und Design-Berater weiter tätig.
Auf der documenta III 1964 in Kassel wurden Arbeiten von Lewitt-Him aus den 1950er Jahren in der Abteilung Grafik gezeigt.